# Bosqueiopsis gilletii
Bosqueiopsis gilletii är en mullbärsväxtart som beskrevs av Wildem. och Th. Dur.. Bosqueiopsis gilletii ingår i släktet Bosqueiopsis och familjen mullbärsväxter. Inga underarter finns listade i Catalogue of Life.